# Ткаченко-Попович Ольга Олексіївна
Ольга Ткаченко-Попович, літературний псевдонім Ольга Базалія (нар. 1942, Львів) — українська поетеса.
Підростала в селищі Базалія. Вступила до Львівського університету. За фахом історик. Протягом 20 років читала історію у Львівському лісотехнічному інституті. Від 1993 року на еміґрації у США. Член редколегії часопису «Час і події» (Чикаго), кореспондент газети «Літературний Львів», член Асоціації українських письменників.

## Збірки
- Мене рятує те, що знову пишу вірші, 1998
- Княжне намисто, 2000
- Перли княжного намиста, 2001
- рос. Ода невостребованной любви, 2002
- На роздоріжжі двох тисячоліть, 2003